# کومانا
کومانا (به اسپانیایی: Cumaná) یک شهر در ونزوئلا و مرکز ایالت سوکره است. کومانا ۵۹۸ کیلومتر مربع مساحت و ۴۲۳٬۵۴۶ نفر جمعیت دارد و ۴۳ متر بالاتر از سطح دریا واقع شده‌است.

## نگارخانه

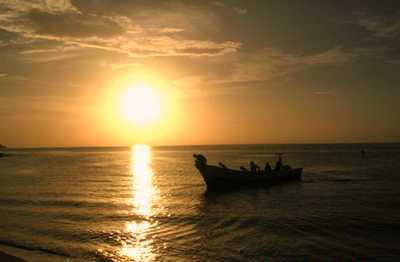